# Lagochile romeroi
Lagochile romeroi är en skalbaggsart som beskrevs av Marc Soula 2006. 
Lagochile romeroi ingår i släktet Lagochile och familjen Rutelidae. Inga underarter finns listade i Catalogue of Life.